# Lithodytes lineatus
Sapito-listado (Lithodytes lineatus) é uma espécie de rã da família Leptodactylidae.

## Habitat
Pode ser encontrada na Bolívia, Brasil, Colômbia, Equador, Guiana Francesa, Guiana, Peru, Suriname, Venezuela e possivelmente Trinidad e Tobago.
O seu habitat natural são subtropicais ou tropicais húmidas baixa altitude florestas de baixa altitude tropicais ou subtropicais húmidas: savanas húmidas e marismas de água doce temporárias variando em altitude do nível do mar até 1800 m acima do nível do mar.
A espécie pode ser encontrada debaixo de troncos, detritos vegetais e outra tpo de cobertura florestal. Constroem ninhos de espuma na beira de charcos temporárias; as larvas desenvolvem-se dentro dessas massas de água.